# Slavko Jendričko
Slavko Jendričko (Komarevo, 1947.) hrvatski je pjesnik. 

## Djela
Objavio je sljedeće knjige poezije: 
- Nepotpune dimenzije (1969.),
- Ponoćna kneževina (1974.),
- Tatari/Kopita (1980.),
- Naslov (1983.),
- Crvena planeta (1985.),
- Proroci, novci, bombe (1986.),
- Svečanost glagoljice (1989. i 1990.),
- Hrvatska sfinga (1992.),
- Zimska katedrala (1999.),
- Orguljaš na kompjutoru (1999.)
- Podzemni orfej (2001.),
- Kada prah ustaje (2005.).
- U kući malih pustinja (2007.).
- Pacifička kiša nad Kupom (2010.)
- Diktatura ljubavi (2010.)
- Srijemske zamke (2011.)
- Ovdje. Gdje? (2011.)
- Kronika snobdije: Odabrane pjesme 2001-2011 (2012.)
- Evolucija ludila (2013.)
- Vozni red (2016.)
- Strieglovi hologrami (2017.)
- Crni krugovi (2017.)
- Magijsko zatvaranje krugova (2017.)
- Crteži jelena (2018.)
- Simulacije (2018.)
- Apostolke (2018.)
- Logo/s (2018.)
- Diverzant (2018.)
- Suvozač (2019.)
- Rezanja (2019.)
- Postaje (2019.)
- Rezanja (2019.)
- Urlici snova (2020.)
- Imaginacije (2020.)
- Prepjevi (2021.)
- Pisma (2021.)

Neke od njegovih knjiga ilustrirali su Ivan Antolčić i Ivan Kožarić.

## Nagrade
- 2006. – nagrada "Sv. Kvirina" za ukupan doprinos hrvatskom pjesništvu, Kvirinovi poetski susreti, Kvirinovi poetski susreti